# اسم معتمد أسترالي
اسم معتمد أسترالي (بالإنجليزية: Australian Approved Name)‏ (ومختصره AAN) هو الاسم الذي تعتمده إدارة السلع العلاجية (TGA) للاستخدام في أستراليا. أمثلة على تضارب التمسية مع الأسماء الدولية غير مسجلة الملكية (INN) والأسماء المعتمدة البريطانية (BAN) والأسماء المعتمدة الأمريكية (USAN) مدرجة في الجدول أدناه.
| الاسم العربي                    | AAN            | INN            | BAN                            | USAN              |
| ------------------------------- | -------------- | -------------- | ------------------------------ | ----------------- |
| أموكسيسلين                      | amoxycillin    | amoxicillin    | amoxicillin                    | amoxicillin       |
| دكسامفيتامين أو دكستروأمفيتامين | dexamphetamine | dexamfetamine  | dexamfetamine                  | dextroamphetamine |
| ميثيسيلين                       | methicillin    | meticillin     | meticillin (سابقا methicillin) | methicillin       |
| بنتوكسيفيلين                    | oxpentifylline | pentoxifylline | pentoxifylline                 | pentoxifylline    |
| ثيوغوانين                       | thioguanine    | tioguanine     | tioguanine                     | thioguanine       |